# 帕恩多夫
帕恩多夫是奥地利布尔根兰州滨湖新锡德尔县的一个市镇。总面积59.31平方公里，总人口3218人，人口密度54.3人/平方公里（2001年）。